# Android 13
Android 13 (ou Android Tiramisu) é o décimo terceiro lançamento principal do sistema operacional móvel Android, desenvolvido pela Open Handset Alliance liderada pela empresa Google.

## História

Logotipo do Android 13 para as versões Developer Preview e Beta

O Android 13 (codinome interno Tiramisu) foi anunciado em um blog do Android postado em 10 de fevereiro de 2022, e a versão prévia do desenvolvedor foi lançada imediatamente para a série Google Pixel (do Pixel 4 ao Pixel 6, descartando o suporte para o Pixel 3 e Pixel 3a). Ele foi lançado cerca de 4 meses após a versão estável do Android 12. A versão prévia do desenvolvedor 2 veio depois, lançada em março. A versão beta 1 foi lançada em 26 de abril de 2022. O Google lançou a versão beta 2 durante o evento de tecnologia Google I/O em 11 de maio de 2022. Mais duas versões beta foram lançadas em junho e julho. A estabilidade da plataforma foi alcançada em junho, com o beta 3. O lançamento mundial da versão final do Android 13 foi em 15 de agosto de 2022, inicialmente apenas para os celulares Pixel. Posteriormente a atualização chegará para smartphones Samsung, Motorola, Xiaomi.

## Características

### Privacidade
O Android 13 inclui vários novos recursos destinados a aprimorar a privacidade do usuário, tanto para o usuário quanto para o desenvolvedor.  
Um novo seletor de mídia foi adicionado, o que melhora a privacidade, permitindo que os usuários escolham quais aplicativos de fotos e vídeos têm acesso.  A maioria dos aplicativos ainda não implementou esse seletor. Além disso, o Android 13 apresenta uma nova permissão, NEARBY_WIFI_DEVICES . Anteriormente, as permissões de Wi-Fi e GPS eram agrupadas em uma única configuração denominada "Localização". Essa mudança significa que os aplicativos agora podem procurar dispositivos e redes próximos sem precisar solicitar acesso a sistemas de navegação mais amplos. 
Além disso, um novo recurso de permissão de tempo de execução está sendo adicionado aos aplicativos que enviam notificações não isentas, permitindo que os usuários se concentrem nas notificações mais importantes para eles. 

### Experiência de usuário
Os aplicativos agora precisam solicitar permissão do usuário antes de poderem enviar notificações. 
Pequenas alterações nas janelas de diálogo, como a alternância da Internet, foram adicionadas, tornando-as mais adequadas à linguagem de design. O reprodutor de mídia foi redesenhado, agora usando a capa do álbum como fundo e incluindo mais controles de usuário.  O recurso de múltiplos usuários foi aprimorado, com a adição da opção de selecionar quais aplicativos podem ser acessados pelo usuário convidado. Os dados do aplicativo são colocados em sandbox para cada usuário, portanto, nenhuma informação é compartilhada.

### Novas características
O número de aplicativos ativos agora é mostrado na parte inferior do painel de notificações, um toque nele abre um painel detalhado que permite ao usuário parar cada um deles. 
Suporte para Bluetooth LE Audio e o codec de áudio LC3, que permite receber e compartilhar áudio entre vários dispositivos bluetooth simultaneamente; também pode melhorar a qualidade do áudio e a duração da bateria dos dispositivos conectados, desde que também sejam compatíveis.     Esta versão abre o suporte para aplicativos de terceiros usarem ícones temáticos do Material You.  Manter pressionada e arrastar uma notificação permitirá que a notificação seja aberta na exibição de tela dividida. Esse recurso está disponível em telefones e tablets. 
A partir do Beta 2, o iniciador do Pixel inclui uma nova barra de pesquisa "unificada", capaz de fornecer resultados de pesquisa na Internet, bem como aplicativos e atividades locais. Parece que o Google expandirá os recursos dessa ferramenta de pesquisa em versões futuras. 
Preferências de idioma por aplicativo. 

### Ajustes
O modo de tela dividida agora persiste durante as alterações do aplicativo, o que significa que é possível usar outros aplicativos e o iniciador do telefone, e os aplicativos de tela dividida permanecerão emparelhados no menu Visão geral. As animações foram aprimoradas, principalmente o brilho do leitor de impressões digitais na série Pixel 6. As notificações de estouro na tela de bloqueio também estão alojadas em uma pílula de tamanho dinâmico em vez de uma barra, e o relógio empilhado de 2 linhas é um pouco menor.  A fonte do rótulo do aplicativo foi alterada no Pixel Launcher e haptics sutis foram adicionados em toda a experiência do usuário. A versão do Android foi alterada para "Tiramisu" nas configurações e no painel de configurações rápidas. A partir do Developer Preview 2, "Tiramisu" foi substituído por "13". A barra de pesquisa unificada inclui novas animações e transições mais suaves.
Muitas das mudanças são do Android 12.1 "12L", como o dock exibido em telas grandes e outras melhorias para dispositivos de grande formato. Eles são destinados principalmente a dobráveis e tablets, mas podem ser ativados em telefones alterando as configurações de DPI.

## Plataforma
O Android 13 ART foi atualizado com um novo coletor de lixo (GC) utilizando a chamada de sistema userfaultfd do Linux .    Ele reduz a pressão da memória, o tamanho do código compilado, jank e evita o risco de matar aplicativos devido à pouca memória durante o GC.  Outras alterações melhoram a inicialização do aplicativo e melhoram o desempenho.  Por causa do projeto Mainline, o Android 12 ART também será atualizado. 

## Versões
- Versão developer Preview 1, em 10 de fevereiro de 2022;[28][29]
- Versão developer Preview 2, em 17 de março de 2022;[30][31]
- Versão beta 1, em 26 de abril de 2022.[32][33]
- Versão beta 2, em 11 de maio de 2022.[34][3][4]
- Versão beta 3, em 26 de junho de 2022.[35][36]
- Versão beta 4, em 13 de julho de 2022[37][38]
- Versão final, em 15 de agosto de 2022.[6][8][7]